# Mindanao del Norte
Mindanao del Norte (en cebuano, Amihanang Mindanao; designada como región X) es una región de las Filipinas. Según el censo de 2020, tiene una población de 5 022 768 habitantes.
A partir de 2024, Filipinas está dividida en 18 regiones. Diecisiete de ellas (incluida Mindanao del Norte) son meras agrupaciones administrativas, cada una de las cuales está dotada por el presidente de Filipinas de un consejo de desarrollo regional (RDC). 
La región comprende cinco provincias (Bukidnon, Camiguin, Lanao del Norte, Misamis Occidental y Misamis Oriental)  y dos ciudades catalogadas como altamente urbanizadas (Cagayán de Oro e Iligan). 
La capital regional es Cagayán de Oro. 